# Monte Beni
Il monte Beni è una montagna dell'Appennino tosco-romagnolo. La sua vetta raggiunge i 1.264 metri di altitudine. Si trova nel comune di Firenzuola, a ridosso della Strada statale 65 della Futa, nel tratto compreso fra le località di Pietramala e Covigliaio.

## Accesso alla vetta
L'ascensione alla vetta è possibile dal versante meridionale tramite mulattiera che parte da Covigliaio. Salendo verso la cima la vegetazione si fa più scarsa, con piccoli arbusti che non superano i 2 metri di altezza. Più in basso la vegetazione è ricca della flora tipica dell'appennino: abeti, rose canine, faggi. 
Poco prima di giungere alla vetta, sul piccolo pianoro di Buca delle Fate, è possibile ammirare i resti di un'antica rocca Ubaldina, oramai completamente distrutta, che avrebbe dovuto controllare l'antica via di comunicazione tra il Mugello e Monghidoro, valicando tra Monte Beni e Sasso di Castro.
Dalla vetta è possibile vedere la cittadina di Firenzuola, Pietramala, Covigliaio, il Sasso di San Zanobi, il Parco Eolico di Carpinaccio e l'alta valle del Santerno. Nelle giornate più limpide e serene è possibile vedere il Mar Adriatico verso nord-est e le Alpi verso nord.

## Galleria d'immagini

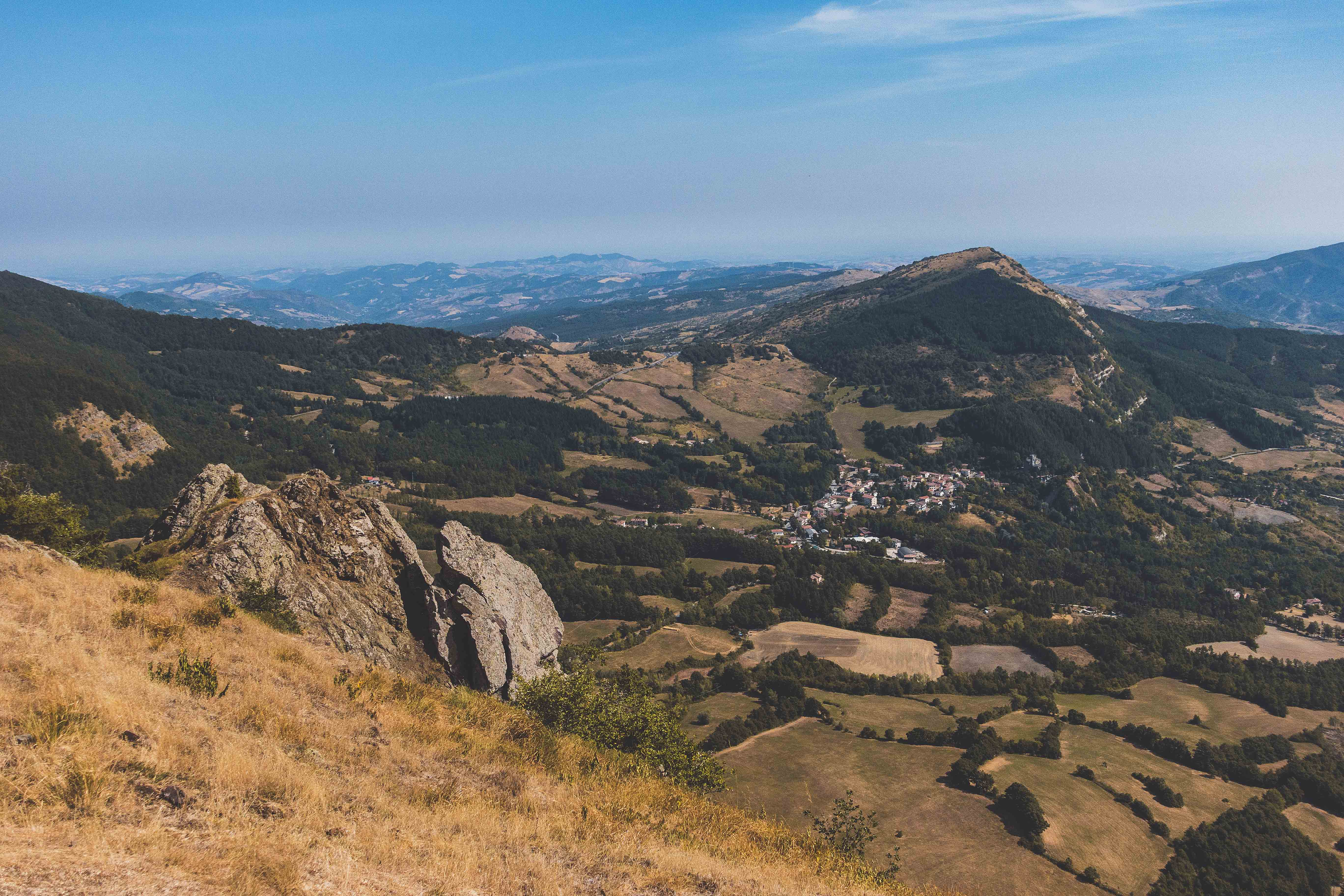
Il Passo della Raticosa e Pietramala da Monte Beni.
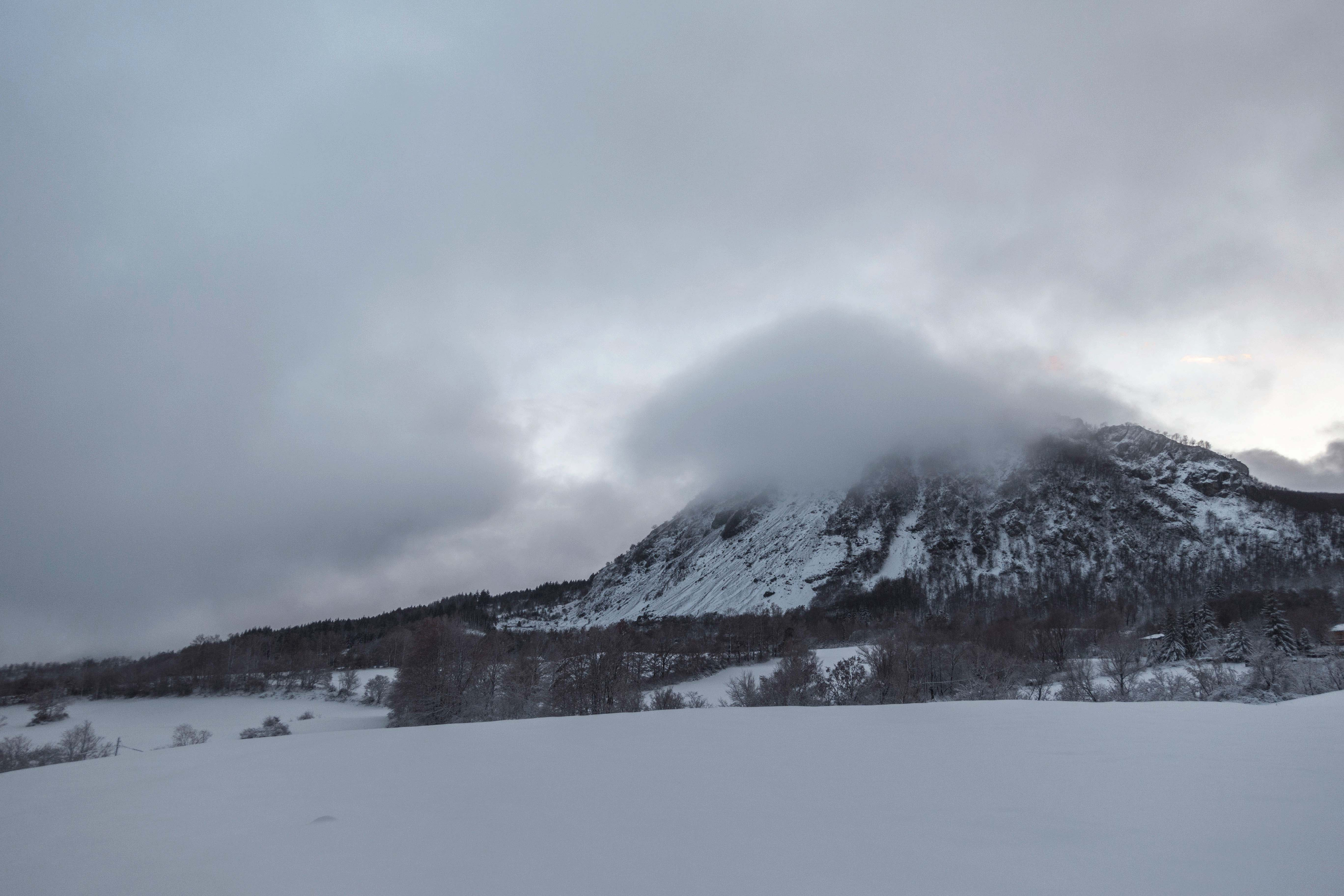
Monte Beni innevato.
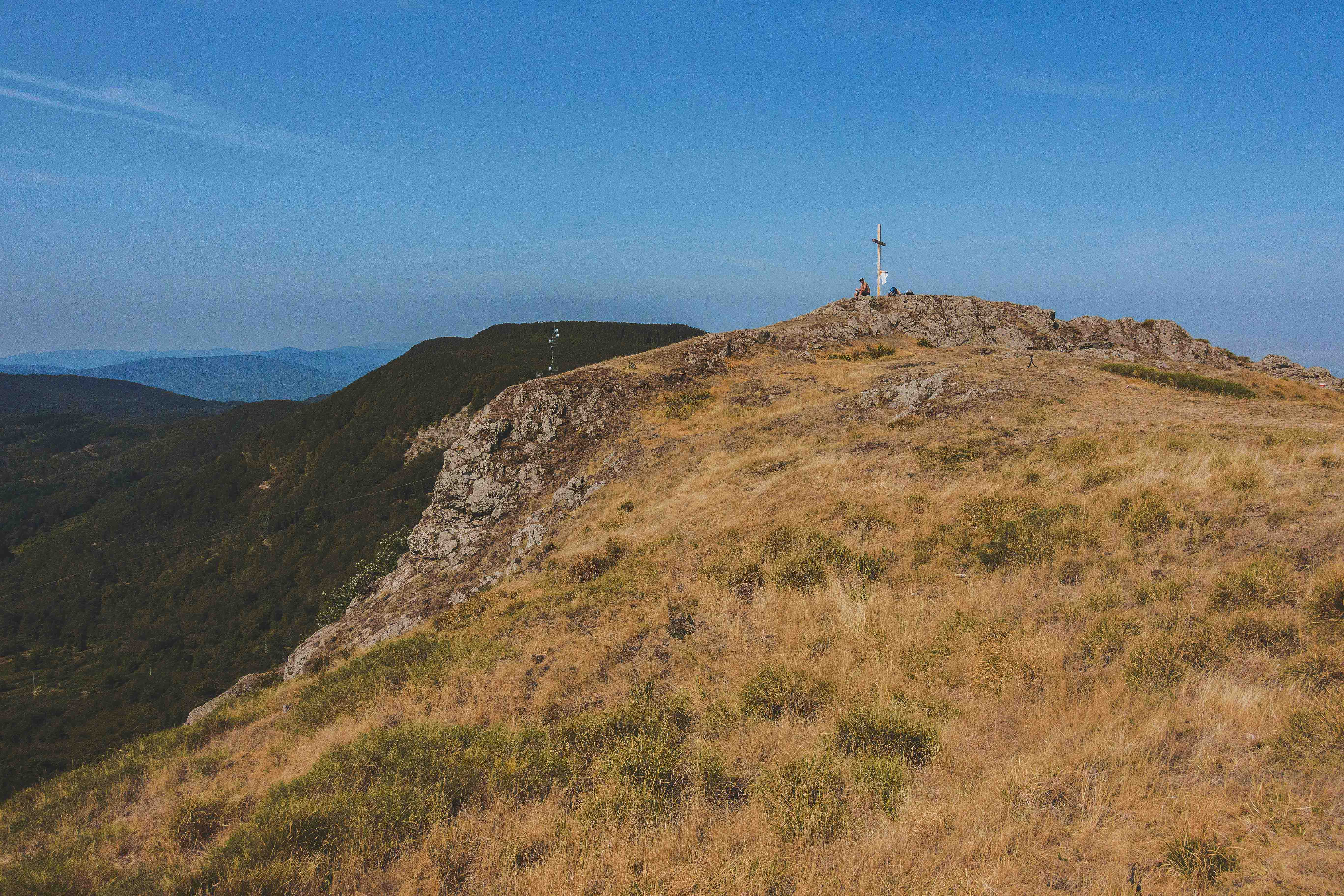
Vetta di Monte Beni.